# Граничак
Гранича́к (болг. Граничак) — село у Видинській області Болгарії. Входить до складу общини Белоградчик.

## Населення
За даними перепису населення 2011 року у селі проживали 10 осіб, усі — болгари.
Розподіл населення за віком у 2011 році:
Динаміка населення:

## Відомі особистості
В поселенні народився:
- Олександр Лілов (1933—2013) — болгарський філософ і політичний діяч.